# 이양 (왕족)
하령군 충민공 이양(河寧君 忠愍公 李穰, ? ~ 1453년 11월 10일)은 조선 초기의 왕족 종실, 무신, 문신이다.
육종영의 일원이고 본관은 전주(全州)인 그는 이름이 이양(李穰)이며 아명(兒名)은 이영(李瓔)이고 시호(諡號)는 충민(忠愍)이다.

## 생애
태조 이성계의 이복 동생이기도 한 의안군 이화의 손자이자 완천군 이숙의 첫째아들이다. 안지귀는 그의 외조카(생질)가 된다.
1404년(태종 4) 하령공(河寧公)으로 피봉되었고 이듬해 1405년 하령군(河寧君)으로 봉군되었으며 1406년 1월에 이름을 이영(李瓔)에서 이양(李穰)으로 개명(改名)하였고 같은 해 1406년 10월 17일 아버지상을 치렀다. 1408년(태종 8) 10월 6일 조부상을 치렀고 1420년(세종 2)에 무과 급제하였다.
그의 관직은 문종 때 의정부 우찬성에 이어 단종 때 판병조사를 겸하다가 다시 우찬성에 이르렀다. 그는 단종이 보위에 오른 지 1년 후인 1453년(단종 1)에 계유정난이 일어나자 단종을 지지하는 입장에 섰다가 수양대군(首陽大君, 훗날 세조)이 보낸 수하들에 의하여 암살되었다.